# Siganus niger
Siganus niger là một loài cá biển thuộc chi Cá dìa trong họ Cá dìa. Loài cá này được mô tả lần đầu tiên vào năm 1990.

## Từ nguyên
Từ niger trong danh pháp của loài cá này theo tiếng Latinh có nghĩa là "màu đen", ám chỉ màu sắc cơ thể của chúng.

## Phạm vi phân bố và môi trường sống
S. niger có phạm vi phân bố ở vùng biển Trung Thái Bình Dương. Đây là loài đặc hữu của Tonga, nhưng chỉ phổ biến ở nhóm đảo cực bắc, Vavaʻu. S. niger ưa sống gần các rạn san hô và đá ngầm trên nền đáy cứng ở độ sâu khoảng 15 m trở lại.

## Môi trường sống bị đe dọa
Phạm vi phân bố nhỏ hẹp, cộng thêm sự phát triển gia tăng ở các khu vực ven biển khiến môi trường sống của S. niger dần suy giảm. Vì vậy, S. niger được xếp vào danh sách các Loài sắp nguy cấp.

## Mô tả
Chiều dài cơ thể tối đa được ghi nhận ở S. niger là 22 cm. Cơ thể có màu đen, ngoại trừ vây ngực màu vàng tươi; rìa của phần mềm vây lưng và mép sau của vây đuôi có màu cam. Một dải xám nằm bên dưới mắt.
Số gai ở vây lưng: 13; Số tia vây ở vây lưng: 10; Số gai ở vây hậu môn: 7; Số tia vây ở vây hậu môn: 9; Số gai ở vây bụng: 1; Số tia vây ở vây bụng: 5.

## Sinh thái học
Cá trưởng thành và gần trưởng thành sống theo cặp, trong khi cá con lại sống thành đàn lớn. Chúng ăn chủ yếu các loại rong biển.